# Sebastià Congost i Pla
Sebastià Congost i Pla, kurz auch Sebastià Congost genannt (* September 1919 in Olot; † 7. August 2009 ebenda) war ein katalanischer Maler, der in der Tradition der Schule von Olot stand. Sebastià Congost ist der Bruder des katalanischen Dichters Josep Congost i Pla.
Congost absolvierte die „Escola Menor de Belles Arts“ (Schule für Bildende Kunst und Kunsthandwerk) und die „Escola Superior de Paisatge“ (Kunsthochschule für Landschaftsmalerei) in Olot. Wie viele seiner Olotenser Künstlerkollegen widmete er einen Teil seiner Arbeit der religiösen Bildkunst. Er nahm mit seinem Werk großen Einfluss auf die katalanische Malerei der ersten Hälfte des 20. Jahrhunderts. Seine Objekte waren vorwiegend Berg- und Meerlandschaften. Er hat aber auch städtische Szenen (so etwa den Wochenmarkt in Olot) künstlerisch dargestellt. In seinen Kompositionen sind oft Menschen und Pferde, deren künstlerische Darstellung er besonders liebte, anzutreffen. Der Kunstsachverständige Joan Sala i Plana charakterisierte 2008 in der „Revista de Girona“ Congost künstlerisch folgendermaßen: Das wichtigste Merkmal Congosts ist sein breiter Pinselstrich, der nur die absolut notwendigen Züge ausführt und so immer den Charakter eines frischen, spontanen Werkes verbreitet. Seine Grafik bietet eine gewisse Erinnerung an die breiten Pinselstriche von Vincent van Gogh.